# دهستان اورا
دهستان اورا (به لاتین: Ura Gewog) یک دهستان در کشور بوتان است که در ناحیهٔ بومتهنگ واقع شده‌است.